# ويليام مانديل
ويليام مانديل (بالإنجليزية: William Mandel)‏ هو كاتب سير ذاتية وصحفي أمريكي، ولد في 4 يونيو 1917، وتوفي في 24 نوفمبر 2016.